# Miguel Hunt

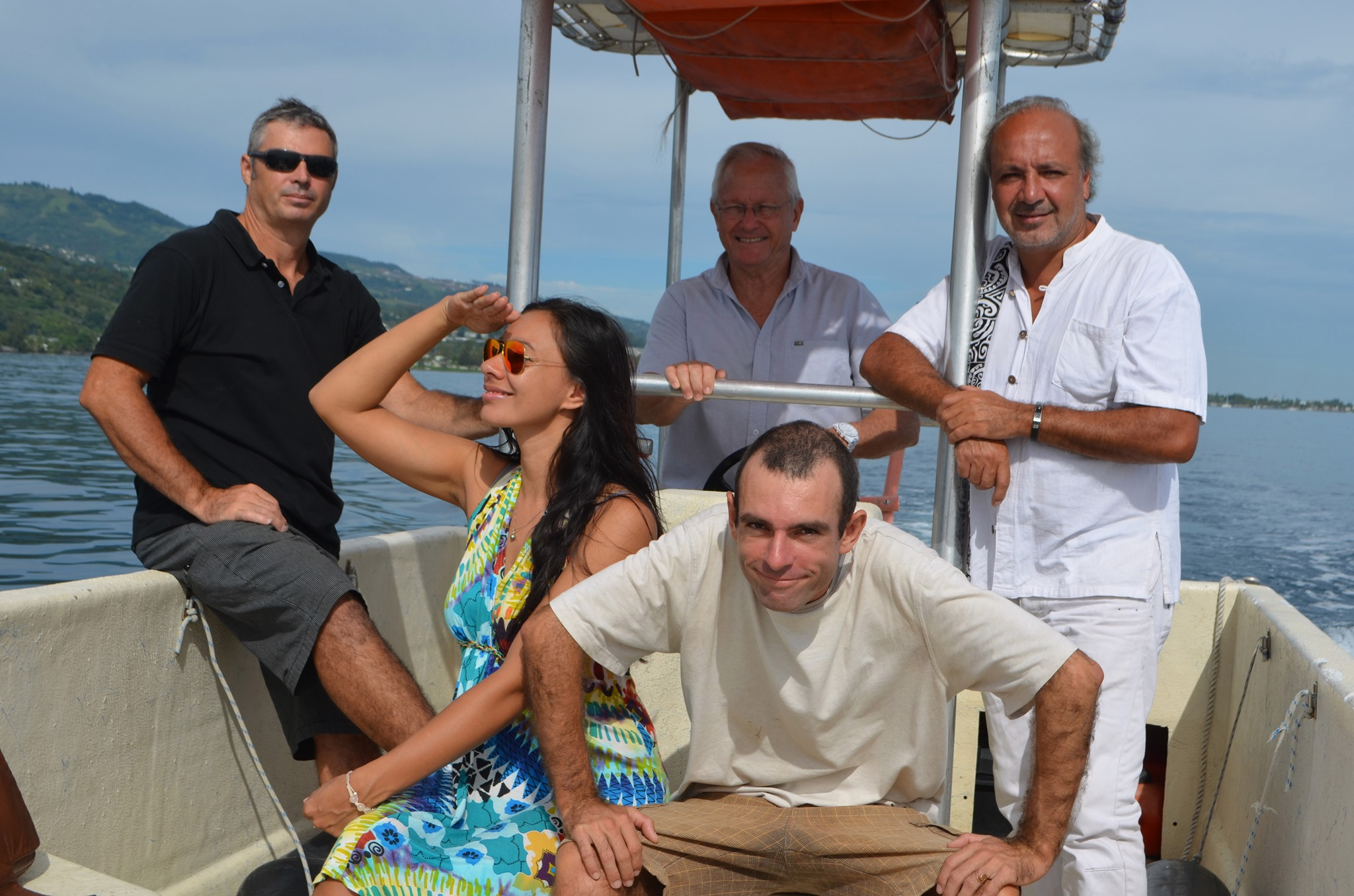
Miguel Hunt en compagnie de Doudou Cornette de Saint-Cyr, Taina Fabre, Jonathan Bougard et Stéphane Motard sur le lagon de Tahiti en 2014.

Miguel Calvo-Hunt dit Miguel Hunt est un galeriste et peintre argentin né à Buenos Aires vers 1960 et mort le 15 mai 2015 à Punaauia sur l'île de Tahiti en Polynésie française.

## Biographie

### Arrivée en Polynésie française
On ne dispose d'aucune information connue sur Miguel Hunt avant son arrivée en Polynésie française en 2008. Invité en résidence à l'atelier des artistes du grand hôtel Méridien de Punaauia, il se fait connaître à Tahiti en remportant le concours « Une idée pour un déchet » en 2009, pour lequel il avait réalisé une sculpture à partir de grilles de barbecue et autres récupérations métalliques. En 2009 il expose  un gigantesque ruban – symbole de la lutte contre le Sida – réalisé avec des pierres, du bois, monté à l’envers et orné d’une croix au Musée de Tahiti et des Îles avec l'association  Trans Pacific Art. En 2010 il expose un immense portrait du Che Guevara, avec, en fond, le drapeau cubain matérialisé par des canettes de Coca-Cola , toujours au Musée de Tahiti. 

### L'art en Fusion
Miguel Hunt s'installe à Tahiti où il a ouvert sa propre galerie en 2010, l'Art en Fusion, située au cœur du Centre Vaima de Papeete. Outre les tableaux de Miguel Hunt, l'Art en fusion a représenté une quarantaine d'artistes polynésiens. Elle s'est vite agrandie et est devenue en deux ans la plus grande galerie d'art qui ait jamais existé en Polynésie, avec une surface de plus de 500 mètres carrés. À partir de 2011 l'Art en Fusion organise chaque année une grande exposition collective thématique en faveur de la Saga de Doudou Cornette de Saint-Cyr. La moitié des bénéfices de l'exposition sont reversés à l'école de voile d'Arue. Miguel produit alors une série de poissons peints à la glycérophtalique sur des plaques de métal qu'il travaille au chalumeau, qui  rencontre un grand succès à Tahiti. Les vernissages de l'Art en Fusion rassemblent à chaque fois des centaines de convives. Deux expositions collectives rencontrent un important succès, l'une sur le thème du tango et l'autre sur celui de l'érotisme.

### Redécouverte de Vaiere Mara
En 2012 Miguel Hunt découvre un ensemble de sculptures en bois et  en corail réalisées par le sculpteur Vaiere Mara. Il fait quelques recherches et se procure un exemplaire du livre de Patrick O Reilly, Mara sculpteur tahitien. Il se passionne alors pour l'œuvre de ce sculpteur né à Rurutu en 1936 et rapidement tombé dans l'oubli depuis son décès à Tahiti en 2005, après avoir été le sculpteur polynésien le plus renommé de sa génération. Miguel Hunt commence alors à constituer un fond d'œuvres de Mara qu'il expose dans sa galerie. En 2014 Miguel Hunt se brouille avec la direction du Musée de Tahiti et des îles, où il espérait monter une rétrospective des œuvres de Mara. La galerie l'Art en Fusion et le Centre de Création Contemporaine Teroronui de Papeete (CCCTP), un collectif d'artistes présidé par Jonathan Bougard,  s'associent alors pour monter une première exposition privée du fond de sculptures constitué par Miguel Hunt lors d'une vente aux enchères de perles noires organisée par le GIE POE O RIKITEA au Papinau building de Papeete. L'exposition est privée et réservée aux négociants en perles noires, mais reçoit la presse. Elle fait l'objet de plusieurs articles et d'un reportage télévisé de la chaine TNTV. Miguel Hunt et Jonathan Bougard ont alors l'idée de produire un documentaire qui retracerait la vie de Vaiere Mara.
Dans la nuit de jeudi à vendredi 15 mai 2015, une maison située au PK 12,8, côté mer, à Punaauia, était entièrement détruite par un incendie, ôtant la vie au résident des lieux, le galeriste argentin Miguel Hunt dont l’identité a été confirmée au cours du week-end. Un inventaire de l'Art en fusion a eu lieu sous les auspices du ministère de la culture polynésien. Miguel a été inhumé au cimetière de la Pointe des Pêcheurs de Punaauia quelques jours plus tard. Jonathan Bougard décide de reprendre le dossier Mara et de faire aboutir le projet. Il lui faudra quatre années de recherches à Tahiti, dans les îles, aux États-Unis et en France pour retracer le destin de Vaiere Mara, en menant des entretiens avec ceux qui l'ont connu. Et retrouver plusieurs centaines de sculptures, permettant d'avoir une vision d'ensemble de son œuvre. Le documentaire Mara V est finalement diffusé sur la chaine TNTV en décembre 2019, puis au Musée du Quai Branly début 2020.